# Exochus virus
Exochus virus là một loài tò vò trong họ Ichneumonidae.